# Global Anglican Future Conference
Global Anglican Future Conference är en rörelse inom den Anglikanska kyrkogemenskapen. Rörelsen startades i juni 2008 under en konferens i Jerusalem.